# Escola Pública de Besalú
L'Escola Pública de Besalú és una obra de Besalú (Garrotxa) protegida com a Bé Cultural d'Interès Local.

## Descripció
Edifici inaugurat el 19 de març de 1934. Fou el primer edifici amb funció exclusiva d'escola a Besalú i representà un avanç important en les condicions educatives del municipi. L'edifici escolar està dotat de bones condicions de ventilació, llum i compta amb un pati pels alumnes. Aquest fet va suposar una millora de les dotacions d'equipaments per als habitants del municipi.
L'edifici va passar a ser la seu de l'Institut Escola Salvador Vilarrasa, amb estudis de primària i secundària obligatòria.